# 默里港 (新澤西州)
默里港（英語：Port Murray）是位於美國新澤西州沃倫縣的普查規定居民點。

## 人口
根據2020年美國人口普查的數據，默里港的面積為2.56平方千米，皆為陸地。當地共有人口227人，而人口密度為每平方千米88.67人。